# Alex Harvey (musicista)
Alexander James Harvey, detto Alex (Glasgow, 5 febbraio 1935 – Zeebrugge, 4 febbraio 1982), è stato un musicista e cantante scozzese.

## Biografia
Nonostante la sua carriera sia durata circa trenta anni, è conosciuto principalmente come frontman del gruppo The Sensational Alex Harvey Band, band glam rock attiva dal 1972 al 1978.
È morto a 46 anni in Belgio, a causa di un arresto cardiaco.

## Discografia parziale

### Album in studio
- 1964 - Alex Harvey and His Soul Band
- 1964 - The Blues
- 1969 - Roman Wall Blues
- 1972 - The Joker Is Wild
- 1972 - Framed
- 1973 - Next
- 1974 - The Impossible Dream
- 1975 - Tomorrow Belongs to Me
- 1976 - SAHB Stories
- 1978 - Rock Drill
- 1979 - The Mafia Stole My Guitar
- 1982 - Soldier on the Wall

### Album dal vivo
- 1969 - Hair Rave Up
- 1974 - Alex Harvey Talks About Everything
- 1975 - Live